# Holocompsa panamae
Holocompsa panamae är en kackerlacksart som beskrevs av Morgan Hebard 1920. Holocompsa panamae ingår i släktet Holocompsa och familjen Polyphagidae.
Artens utbredningsområde är Panama. Inga underarter finns listade i Catalogue of Life.